# Serijska publikacija
Serijska publikacija (engl. serial), jedinica neomeđene građe, bez unaprijed utvrđena kraja izlaženja, objavljena na bilo kojem mediju u uzastopnim zasebnim sveščićima ili dijelovima, obično s brojčanim i/ili kronološkim podacima. Serijske publikacije obuhvaćaju periodične publikacije ( časopisi, elektronički časopisi, revije, magazine), novine, godišnje izvještaje, almanahe i nizove omeđenih publikacija, te one časopise, revije i bilteni čije je trajanje ograničeno, ali posjeduju sva svojstva serijske publikacije (npr. bilten nekog događaja). Prva tiskana novina datira u 1609. godinu. Avisa, Relation oder Zeitung, a prva periodička publikacija 1665. godine, Journal de Scavans. Prvi časopis u Hrvatskoj jest  Agramer Theatar Journal 1815. Elektroničke serijske publikacije,  s obzirom na način pristupa, razlikujemo daljinski dostupne na računalnoj mreži ili mjesno dostupne na CD-u, disketi,  DVD-u. Sadrže potpisane članke koji izvješćuju o rezultatima istraživanja iz određenog područja i donosi druge srodne informacije. Mrežne serijske publikacije mogu kao podvrsta biti nakladnička cjelina, novine ili periodička publikacija.  Pojavljuju se u 20. st., prvi s punim tekstom bio je Online Journal of Current Clinical Trials, 1992. U Hrvatskoj se prvi mrežni časopis pojavljuje 1994. pod nazivom @fer.hr. Standar koji se u knjižničarstvu koristi za obradu serijskih publikacija i neomeđene građe je ISBD(CR) – Međunarodni standardni bibliografski opis serijskih publikacija i druge neomeđene građe (2005.), prvi Standar ISBD(S) preveden je na hrvatski jezik 1978. godine. Uz navedeni ISBD(CR) za obradu elektroničkih serijskih publikacija koristi se i ISBD(ER) Međunarodni standardni bibliografski opis elektroničke građe  (2001.). Serijskim publikacijama dodjeljuje se ISSN broj. 

## Vanjska poveznica
- ISSN ured za Hrvatsku  Arhivirana inačica izvorne stranice od 9. kolovoza 2010. (Wayback Machine)
- Stare hrvatske novine : portal digitaliziranih novina